# كويلوتا
کیوتا (بالإسبانية: Quillota)‏ هي مدينة في إقليم فالبارايسو في تشيلي.
يبلغ عدد سكانها حوالي 62,231 نسمة.

## أعلام
- أوليسيس بويرييه
- كارولاينا مولينا
- دييغو غونزاليس فيغا
- فرانسيسكو سيلفا
- سباستيان باردو
- أوسكار ألفارو